# Croton hancei
Croton hancei là một loài thực vật có hoa trong họ Đại kích. Loài này được Benth. mô tả khoa học đầu tiên năm 1861.

## Hình ảnh

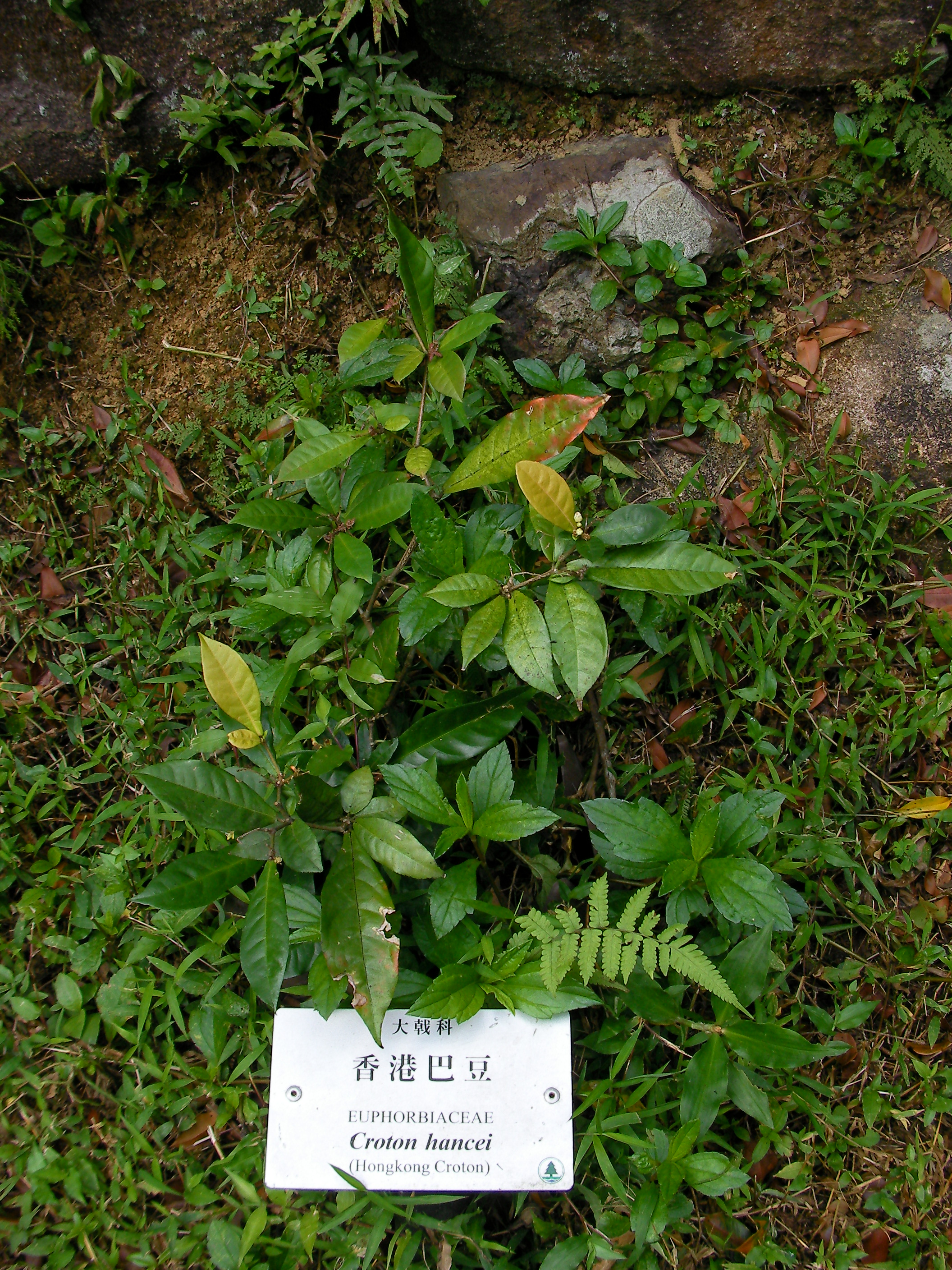